# Transautomatismus
Transautomatismus (lat. trans – über, auto- von selbst) ist eine von Friedensreich Hundertwasser entwickelte moderne Theorie der Malerei, in der er eine Überwindung des Automatismus der Tachisten und Informellen formuliert, den Aufbruch in die „wahre Schöpfung“ nach dem Ende des Tachismus. Verschiedene Personen sehen verschiedene Dinge im gleichen Bild. Die Intention des Künstlers ist weniger das Endergebnis, sondern wie der Betrachter es interpretiert.